# مدرسة طب برودي في جامعة شرق كارولاينا
مدرسة طب برودي في جامعة شرق كارولاينا (بالإنجليزية: Brody School of Medicine at East Carolina University)‏ هي إحدى الكليات لتدريس الطب في الولايات المتحدة الأمريكية. تقع في مدينة غرينفيل في ولاية كارولاينا الشمالية الأمريكية.
تمنح الكلية عدد من الشهادات المختلفة، كالتالي:
- شهادة البكالوريوس في الطب والجراحة
- شهادة دكتوراه في الطب
- شهادات الدراسات العليا (ماجستير ودكتوراه) في مختلف التخصصات الطبية وهي علم التشريح وأحياء الخلية، الكيمياء الحيوية والأحياء الجزيئية، والعلوم الأحيائية، والأحياء الطبية الدقيقة والمناعة، وعلم الأمراض وطب المختبر، وعلم الأدوية والسموم، وعلم وظائف الأعضاء
- زمالة في عدد من التخصصات الطبية